# Roberto Perfumo
Roberto Perfumo (3. října 1942, Sarandí - 10. března 2016, Buenos Aires) byl argentinský fotbalový obránce. Po skončení aktivní kariéry pracoval jako trenér, fotbalový komentátor pro ESPN a politik. Zemřel na následky poranění hlavy po pádu ze schodů. Je považován za jednoho z nejlepších argentinských obránců historie.

## Klubová kariéra
Začínal v mládežnickém týmu CA River Plate. Profesionálně hrál za Racing Club Buenos Aires, v Brazílii za Cruzeiro a za CA River Plate. V roce 1967 získal s Racingem jihoamerický Pohár osvoboditelů a Interkontinentální pohár.

## Reprezentační kariéra
Za reprezentaci Argentiny nastoupil ve 37 utkáních, startoval i na Mistrovství světa ve fotbale 1966 a 1974, kde byl kapitánem týmu. Reprezentoval Argentinu na Letních olympijských hrách 1964, kde nastoupil v obou utkáních Argentiny.